# Thereva punctipennis
Thereva punctipennis är en tvåvingeart som beskrevs av Christian Rudolph Wilhelm Wiedemann 1821. Thereva punctipennis ingår i släktet Thereva och familjen stilettflugor. Inga underarter finns listade i Catalogue of Life.